# Egretta vinaceigula
Egretta vinaceigula е вид птица от семейство Чаплови (Ardeidae). Видът е световно застрашен, със статут Уязвим.

## Разпространение
Разпространен е в Ботсвана, Мозамбик, Намибия, Южна Африка, Замбия и Зимбабве.